# Dactylorhiza grandis
Dactylorhiza grandis är en orkidéart som först beskrevs av George Claridge Druce, och fick sitt nu gällande namn av Peter Francis Hunt. Dactylorhiza grandis ingår i Handnyckelsläktet som ingår i familjen orkidéer. Inga underarter finns listade i Catalogue of Life.